# Hugon I (hrabia Maine)
Hugon I (zm. ok. 950) – hrabia Maine, syn hrabiego Rogera I i Rotchildy, córki króla Franków Zachodnich Karola II Łysego.
Hrabią Maine został po śmierci ojca w 900 r. Od początku swoich rządów musiał toczyć walki z konkurentem do władania hrabstwem, Gauzlinem II, przedstawicielem pierwszej dynastii z Maine. Zagrożenie dla panowania Hugona minęło w 914 r., kiedy Gauzlin zmarł. W tym samym czasie Hugon wydał swoją siostrę za Hugona Wielkiego, przedstawiciela rodu Robertyngów, jednego z najpotężniejszych rodów królestwa Franków Zachodnich. Kiedy w 922 r. ojciec Hugona Wielkiego, Robert I, został królem, Hugon I złożył mu hołd lenny. Powtórzył go w 923 r., po śmierci Roberta, wobec swojego szwagra. Od tej pory hrabiowie Maine stali się lennikami rodu Robertyngów.
Hugon ożenił się z bliżej nieznaną kobietą. Niektórzy badacze uważają, że mogła być to córka Gauzlina II. Hugon miał z nią dwóch lub trzech synów:
- Hugon II (ok. 920 - ok. 992), hrabia Maine
- Gauzlin
- Hervé I, hrabia de Mortagne, nie jest pewne czy był synem Hugona